# Listen (album, David Guetta)
Listen je v pořadí šesté studiové album francouzského DJ a producenta Davida Guetty vydané 21. listopadu 2014.
Na albu spolupracují umělci jako Sam Martin, Emeli Sandé, The Script, Nicki Minaj, John Legend, Nico & Vinz, Ryan Tedder, Sia, Magic!, Bebe Rexha, jihoafrický mužský sbor Ladysmith Black Mambazo, Ms. Dynamite, Elliphant, Birdy, Jaymes Young, Sonny Wilson, Vassy, Skylar Grey, Giorgio Tuinfort, Avicii, Afrojack, Nicky Romero, Showtek, Stadiumx a další.
Před vydáním alba vyšly samostatně singly Shot Me Down, Bad, Lovers on the Sun a Dangerous. Album dosáhlo top 10 v osmnácti zemí, včetně Francie, Německa, Spojeného království, USA a v Kanadě. Album znovu vyšlo v roce 2015, s bonusovými skladbami jako Blast Off, Clap Your Hands a Pelican, jenž je jediná skladba instrumentální.

## Seznam skladeb

### Listen

#### CD 1
1. Dangerous (feat. Sam Martin) - 3:23
2. What I Did For Love (feat. Emeli Sandé) - 3:27
3. No Money No Love (feat. Elliphant & Ms. Dynamite) - 3:57
4. Lovers on the Sun (feat. Sam Martin) - 3:23
5. Goodbye Friend (feat. The Script) - 3: 49
6. Lift Me Up (feat. Ladysmith Black Mambazo, Nico & Vinz) - 3:58
7. Listen (feat. John Legend) - 3:46
8. Bang My Head (feat. Sia) - 3:53
9. Yesterday (feat. Bebe Rexha) - 4:03
10. Hey Mama (feat. Afrojack, Nicki Minaj & Bebe Rexha) - 3:12
11. Sun Goes Down (feat. Showtek, MAGIC! & Sonny Wilson) - 3:31
12. S.T.O.P (feat. Ryan Tedder) - 3:34
13. I´ll Keep Loving You (feat. Birdy & Jaymes Young) - 3:08
14. The Whisperer (feat. Sia) -3:54

#### CD 2
1. Bad (feat. Showtek & Vassy) - 2:50
2. Rise (feat. Skylar Grey) - 3:55
3. Shot Me Down (feat. Skylar Grey) - 3:11
4. Dangerous (feat. Sam Martin) (Robin Schulz Radio Remix) - 3:20

### Listen Again
1. Dangerous (feat. Sam Martin) - 3:23
2. What I Did For Love (feat. Emeli Sandé) - 3:27
3. No Money No Love (feat. Elliphant & Ms. Dynamite) - 3:57
4. Lovers on the Sun (feat. Sam Martin) - 3:23
5. Goodbye Friend (feat. The Script) - 3: 49
6. Lift Me Up (feat. Ladysmith Black Mambazo, Nico & Vinz) - 3:58
7. Listen (feat. John Legend) - 3:46
8. Bang My Head (feat. Sia) - 3:53
9. Yesterday (feat. Bebe Rexha) - 4:03
10. Hey Mama (feat. Afrojack, Nicki Minaj & Bebe Rexha) - 3:12
11. Sun Goes Down (feat. Showtek, MAGIC! & Sonny Wilson) - 3:31
12. S.T.O.P (feat. Ryan Tedder) - 3:34
13. I´ll Keep Loving You (feat. Birdy & Jaymes Young) - 3:08
14. The Whisperer (feat. Sia) -3:54
15. Bang My Head (feat. Sia & Fetty Wap)
16. Clap Your Hands (feat. Glowinthedark)
17. Bad (feat. Showtek & Vassy) - 2:50
18. Shot Me Down (feat. Skylar Grey) - 3:11
19. Blat Off (feat. Kaz James) - 3: 07
20. The Death of EDM (feat. Beardyman & Showtek) - 4:54
21. Pelican (Edit) - 3:25
22. Bang My Head (feat. Sia) (Glowinthedark Remix) - 3:48
23. Listenin´ Continuous Album Mix Intro - 1:13
24. What I Did For Love (feat. Emeli Sandé) vs. S.T.O.P (feat. Ryan Tedder) (Listenin´ Continuous Album Mix) - 1:27
25. What I Did For Love (feat. Emeli Sandé) (Morten Remix) (Listenin´ Continuous Album Mix) - 2:27
26. Lovers on the Sun (feat. Sam Martin) (Stadiumx Remix) (Listenin´ Continuous Album Mix) - 3:37
27. Yesterday (feat. Bebe Rexha) vs. Lift Me Up (feat. Ladysmith Black Mambazo, Nico & Vinz) (Listenin´ Continuous Album Mix) - 2:44
28. Dangerous (feat. Sam Martin) (Robin Schulz Remix) (Listenin´ Continuous Album Mix) - 2:15
29. Dangerous (feat. Sam Martin) (David Guetta Banging Remix) (Listenin´ Continuous Album Mix) - 2:45
30. Sun Goes Down (feat. Showtek, MAGIC! & Sonny Wilson) (Brooks Remix) (Listenin´ Continuous Album Mix) - 1:35
31. Sun Goes Down (feat. showtek, MAGIC! & Sonny Wilson) (Hugel Remix) (Listenin´ Continuous Album Mix) - 2:26
32. Bang My Head (feat. Sia) (Glowinthedark Remix) (Listenin´ Continuous Album Mix) - 2:52
33. Hey Mama (feat. Afrojack, Nicki Minaj & Bebe Rexha) (Noodles Remix) (Listenin´ Continuous Album Mix) - 1:43
34. Hey Mama (feat. Afrojack, Nicki Minaj & Bebe Rexha) (Afrojack Remix) (Listenin´ Continuous Album Mix) - 0:31
35. Hey Mama (feat. Afrojack, Nicki Minaj & Bebe Rexha) (Club Killers Remix) (Listenin´ Continuous Album Mix) - 2:13
36. Hey Mama (feat. Afrojack, Nicki Minaj & Bebe Rexha) (Cesqeaux & Jeremia Jones Remix) (Listenin´ Continuous Album Mix) - 0:41
37. I´ll Keep Loving You (feat. Birdy & Jaymes Young) vs. Yesterday (feat. Bebe Rexha) (Listenin´ Continuous Album Mix) - 2:48
38. Lift Me Up (feat. Ladysmith Black Mambazo, Nico & Vinz) vs. Bang My Head (feat. Sia) (Listenin´ Continuous Album Mix) - 2:52
39. S.T.O.P (feat. Ryan Tedder) vs. Goodbye Friend (feat. The Script) (Listenin´ Continuous Album Mix) - 2:52
40. Clap Your Hands (feat. Glowinthedark) (Listenin´ Continuous Album Mix) - 3:22
41. Bad (feat. Showtek & Vassy) (Listenin´ Continuous Album Mix) - 3:30
42. Blast Off (feat. Kaz James) (Listenin´ Continuous Album Mix) - 3:40
43. Shot Me Down (feat. Skylar Grey) (Listenin´ Continuous Album Mix) - 3:19
44. The Death of EDM (feat. Beardyman & Showtek) (Listenin´ Continuous Album Mix) - 3:08
45. Hey Mama (feat. Afrojack, Nicki Minaj & Bebe Rexha) vs. The Whisperer (feat. Sia) (Listenin´ Continuous Album Mix) - 2:07
46. Listenin´ Continuous Album Mix - 56:17

## Pozadí
Listen je první studiové album Davida Guetty od vydání komerčně úspěšného Nothing but the Beat (2011), kterého se prodalo 3 miliony kopií po celém světě. Podle Guetty, Listen je jeho nejosobnější album, protože odráží jeho rozvod s manželkou, s kterou byl 22 let. "Do dneška jsem dělal spoustu písní o štěstí, lásce, smyslnosti a o párty – to byl v podstatě můj život. Ale v poslední době byl můj osobní život o něco obtížnější, takže se to odráží i na albu, na textu a na typu akordu. Nikdy jsem nic podobného nedělal, nebot´ jsem dělál vše proto, abych roztančíl lidí." Guetta také řekl, že chce udělat odklon od taneční hudby, kterým se stal slavný s albem One Love (2009).
Během rozhovoru s Billboard, Guetta řekl, že se přesunul ze současné EDM a house scény, ve které vynikl se svými alby One Love a Nothing but the Beat. Listen je jiný v tom, že přidál prvky z jiných hudebních stylu jako je klasická hudba, akustické hudby a klavírních balad: „stýská se mi po duši a emocích. Hodně EDM skladeb v poslední době je založeno na výrobě triků, které slouží k tomu, aby skladby zněly skvěle. Myslím, že to není dost. Písně z mého alba mohou být hrány klasickým orchestrem, rockovou kapelou, nebo funkovou kapelu, a bude to znít skvěle. Není to jako: Wow, bez tohoto zvuku ten song neudělám.“